# Campbellsport (Wisconsin)
Campbellsport ist eine Gemeinde (mit dem Status „Village“) im Fond du Lac County im US-amerikanischen Bundesstaat Wisconsin. Im Jahr 2010 hatte Campbellsport 2016 Einwohner.
Campbellsport ist Bestandteil der Metropolregion Fond du Lac, WI Metropolitan Statistical Area.

## Geografie
Campbellsport liegt im mittleren Südosten Wisconsins am oberen Milwaukee River, rund 50 km westlich des Michigansees. Die geografischen Koordinaten von Campbellsport sind 43°35'52" nördlicher Breite und 88°16'44" westlicher Länge. Das Gemeindegebiet erstreckt sich über eine Fläche von 3,5 km².
Nachbarorte von Campbellsport sind Cascade (24,7 km ostnordöstlich), Kewaskum (10,1 km südsüdöstlich), Lomira (14,6 km westlich) und Eden (13,9 km nordwestlich).
Die nächstgelegenen größeren Städte sind Green Bay am Michigansee (121 km nördlich), Wisconsins größte Stadt Milwaukee (64,7 km südsüdöstlich), Chicago in Illinois (214 km in der gleichen Richtung), Rockford in Illinois (203 km südsüdwestlich) und Wisconsins Hauptstadt Madison (122 km südwestlich).

## Verkehr
Der U.S. Highway 45 verläuft in Nord-Süd-Richtung etwa 2 km östlich entlang der Gemeindegrenze von Campbellsport. Der Wisconsin State Highway 67 verläuft als Hauptstraße in West-Ost-Richtung  durch den Ortskern. Alle weiteren Straßen sind untergeordnete Landstraßen, teils unbefestigte Fahrwege sowie innerörtliche Verbindungsstraßen.
Parallel zum US 45 verläuft durch das Zentrum von Campbellsport auf der Trasse einer früheren Eisenbahnstrecke der Eisenbahn State Trail, ein Rail Trail für Wanderer und Radfahrer. Im Winter kann der Wanderweg auch mit Schneemobilen und Skiern befahren werden.
Mit dem West Bend Municipal Airport befindet sich 27,7 km südöstlich ein kleiner Flugplatz. Der nächste Großflughafen ist der Milwaukee Mitchell International Airport in Milwaukee (84,9 Kilometer südsüdöstlich).

## Bevölkerung
Nach der Volkszählung im Jahr 2010 lebten in Campbellsport 2016 Menschen in 763 Haushalten. Die Bevölkerungsdichte betrug 576 Einwohner pro Quadratkilometer. In den 763 Haushalten lebten statistisch je 2,45 Personen. 
Ethnisch betrachtet setzte sich die Bevölkerung zusammen aus 98,2 Prozent Weißen, 0,2 Prozent Afroamerikanern, 0,3 Prozent amerikanischen Ureinwohnern sowie 0,2 Prozent Asiaten; 1,0 Prozent stammten von zwei oder mehr Ethnien ab. Unabhängig von der ethnischen Zugehörigkeit waren 1,0 Prozent der Bevölkerung spanischer oder lateinamerikanischer Abstammung. 
24,6 Prozent der Bevölkerung waren unter 18 Jahre alt, 54,0 Prozent waren zwischen 18 und 64 und 21,4 Prozent waren 65 Jahre oder älter. 55,0 Prozent der Bevölkerung war weiblich.
Das mittlere jährliche Einkommen eines Haushalts lag bei 55.263 USD. Das Pro-Kopf-Einkommen betrug 22.428 USD. 17,6 Prozent der Einwohner lebten unterhalb der Armutsgrenze.

## Persönlichkeiten
- Salvador Albert Schlaefer Berg (1920–1993), römisch-katholischer Ordensgeistlicher, Apostolischer Vikar von Bluefields